# Róż (singel)
Róż – singel polskiego producenta muzycznego Jonatana, polskiej piosenkarki Bletki i polskiego producenta muzycznego Gibbsa. Utwór pochodzi z debiutanckiego albumu studyjnego Jonatana pt. 23/25. Singel został wydany 10 lipca 2024.
Kompozycja znalazła się na 1. miejscu listy OLiA, najczęściej odtwarzanych utworów w polskich rozgłośniach radiowych. Nagranie otrzymało w Polsce status diamentowego singla, przekraczając liczbę 250 tysięcy sprzedanych kopii.

## Geneza utworu i historia wydania
Utwór napisali i skomponowali Aleksandra Bletek, Mateusz Przybylski i Jonatan Chmielewski, który również odpowiada za produkcję utworu.
Singel ukazał się w formacie digital download 10 lipca 2024 w Polsce wydaniem własnym w dystrybucji Universal Music Polska. Piosenka została umieszczona na debiutanckim albumie studyjnym Jonatana – 23/25.
23 maja 2025 piosenka została zaprezentowana podczas koncertu Radiowy przebój roku na Polsat Hit Festiwal 2025.

## „Róż” w stacjach radiowych
Nagranie było notowane na 1. miejscu w zestawieniu OLiA, najczęściej odtwarzanych utworów w polskich rozgłośniach radiowych.

## Teledysk
Do utworu powstał teledysk w reżyserii Marcina Kopca, który udostępniono 11 lipca 2024 za pośrednictwem serwisu YouTube.

## Lista utworów
- Digital download[2]

1. „Róż” – 2:51

## Notowania
| Kraj   | Lista (2024)             | Najwyższa pozycja |
| ------ | ------------------------ | ----------------- |
| Polska | Billboard Poland Songs   | 1                 |
| Polska | OLiS – single w streamie | 1                 |

| Kraj   | Lista (2024)                   | Najwyższa pozycja |
| ------ | ------------------------------ | ----------------- |
| Polska | OLiS – oficjalna lista airplay | 1                 |

| Kraj   | Lista (2024)                   | Pozycja |
| ------ | ------------------------------ | ------- |
| Polska | OLiS – single w streamie       | 12      |
| Polska | OLiS – oficjalna lista airplay | 2       |

## Certyfikaty
| Kraj          | Certyfikat       | Sprzedaż |
| ------------- | ---------------- | -------- |
| Polska (ZPAV) | diamentowa płyta | 250 000+ |

## Wyróżnienia
| Rok  | Konkurs                  | Kategoria                   | Rezultat    |
| ---- | ------------------------ | --------------------------- | ----------- |
| 2024 | Gorąca 100               | 100 największych hitów 2024 | 23. miejsce |
| 2024 | Przebój roku RMF FM 2024 | Przebój roku                | 15. miejsce |